# Telish
Telish (búlgaro: Телѝш) es un pueblo de Bulgaria perteneciente al municipio de Chervén Bryag de la provincia de Pleven.
Se ubica unos 15 km al noreste de la capital municipal Chervén Bryag, junto a la carretera E83 que une Pleven con Sofía.

## Demografía
En 2011 tenía 1032 habitantes, de los cuales el 97,28% eran étnicamente búlgaros.
En anteriores censos su población ha sido la siguiente:
| Gráfica de evolución demográfica de Telish entre 1934 y 2011 |
|                                                              |